# 崇義教会
崇義教会（スンウィきょうかい、朝鮮語: 숭의교회）は、仁川広域市弥鄒忽区崇義洞に位置する、基督敎大韓監理会（メソジスト）所属のキリスト教会。 主任牧師はイ・ソンモク（이선목）、創設は1917年とされる。 大韓民国のメソジスト派内では中枢的な役割を担い、保守的な面をもっている。

## 歴史
1917年、当時内里教会の勧士（クォンサ：권사 : 韓国の教会で女性一般信徒の最高位）であったキム・ナヒョルが設けた祈祷所を起源とし、1920年代に入って長意里教会（장의리교회）という名で活動した後、1943年に大日本帝国への戦争物資献納のために教会敷地が売却されて消滅した。
その後、1945年に解放をむかえて教会を再建した際に、「義をあがめる」という意味の教会名が命名された。教会が位置している崇義洞（スンウィドン）という地名は教会に由来して後から名付けられたものである。
崇義教会は、15代牧師であるイ・ソンヘ牧師が赴任し、さらに16代牧師イ・ホムン牧師が赴任して急成長し、1993年度には公式な統計によって信者数4.8万人を擁する世界で9番目に大規模な教会とされ、今でも世界で最も大規模な教会のひとつとされている。
2008年4月8日、中部連会（중부연회）の承認を得て、監督牧師イ・ホムン（이호문）が引退し、教会担任がイ・ソンモク牧師に代わった。 これは韓国で初めて、同じ教会で3代目の牧会担任が成立した事例とされた。このような牧師の世襲に対しては、批判するジャーナリズムの報道も相当数ある。
2009年の基督敎大韓監理会本部布教局の統計によれば、崇義教会は入信者数が8282人で全国3位となっており、『時事ジャーナル』も崇義教会を大規模な教会として評価している。

## 教会の構成
2013年の報告によれば、崇義教会は11局と5チーム、10個の特別機関、3個の宣教機関と2チーム、3個の特殊宣教会、2個の付属機関という体制で構成されている。主要な付設機関には、崇義教会信用協同組合、財団法人青陽崇義青少年修練院（(재)청양숭의청소년수련원）、崇義総合社会福祉館（숭의종합사회복지관）などがある。 また、また、教会と関連して設立された関連機関には、財団法人ソンへ（(재)성해）に所属する、仁川聖書神学院（인천성서신학원）、仁川保育教師教育院（인천보육교사교육원）がある。